# Pay per lead
Pay per lead (PPL) – rodzaj programu partnerskiego polegającego na przyznawaniu polecającemu premii za wykonanie przez klienta jakiejś czynności – np. wypełnienie formularza subskrypcji na stronie.